# Александров, Иван Гаврилович
Ива́н Гаври́лович Алекса́ндров (20 августа [1 сентября] 1875 — 2 мая 1936 года) — российский, советский учёный в области энергетики и гидротехники. Участник разработки плана ГОЭЛРО, автор проекта Днепрогэса. Академик АН СССР (1932), академик ВАСХНИЛ (1935).

## Биография
Родился в Москве в семье врачей, в юности подрабатывал частными уроками, два года работал слесарем.
В 1901 году окончил Московское инженерное училище путей сообщения, после чего занимался проектированием железных дорог и мостов. В частности, участвовал в разработке проекта железной дороги Оренбург — Ташкент (см. Среднеазиатская железная дорога), ряда мостов (Финляндского через Неву, Бородинского в Москве, Старицкого через Волгу и др..
С 1912 года интересы Александрова сместились на исследование проблем ирригации, им были разработаны проекты строительства оросительных каналов в Средней Азии, использованные в советский период.
С 1920 года начал разрабатывать проект строительства ГЭС на Днепре, предложив вместо нескольких станций малой мощности на днепровских порогах построить одну крупную плотину с ГЭС сверхбольшой для того времени мощности в 560 МВт. Параллельно занимался вопросами промышленного и транспортного развития Приднепровья, участвовал в составлении плана ГОЭЛРО. Совместно с Г. М. Кржижановским руководил работами по экономическому районированию территории страны. С 1921 года был членом президиума Госплана СССР, в 1931—1932 руководил сектором энергетики этой организации, курировал все проекты строительства ГЭС и территориально-производственных комплексов при них, в том числе предложил использовать гидропотенциал Ангары и Енисея.
Участвовал в разработке плана строительства Байкало-Амурской магистрали
Действительный член АН СССР (1932). Награждён орденом Ленина и орденом Трудового Красного Знамени.
В последние годы жизни занимался в основном научной работой, возглавляя транспортную секцию Академии наук. Умер в 1936 году в Москве. Похоронен в Москве на Новодевичьем кладбище.

## Вклад в науку
Помимо прикладных исследований, Иван Александров является одним из создателей и теоретиков советской районной школы экономической географии. В частности, его предложения создания рядом с ГЭС энергоёмких производств в дальнейшем легли в основу концепции энерго-производственных циклов и ТПК, разработанных Н. Н. Колосовским. Помимо созданной комиссией по разработке плана ГОЭЛРО сетки промышленного районирования страны, занимался решением проблемы интегрального экономического районирования и формированием на его основе сетки АТД федеративного типа.

## Главные труды
- Экономическое районирование России. — М., 1921.
- Проект орошения Юго-Восточной Ферганы. — М., 1923.
- Орошение новых земель в Ташкентском районе. — М., 1923.
- Основы хозяйственного районирования СССР. — М.—Л., 1924.
- Электрификация Днепра. — Одесса, 1924.
- Днепрострой (проект). — М., 1929—1935. — Т. 1—2.
- Проблемы Ангары. — М.—Л., 1931.
- Камышинский узел и ирригация Заволжья в связи с решением проблемы Большой Волги. — М.—Л., 1934.
- Построение плана железных дорог. — М., 1935.